# Конаки, Костаке
Костаке Конаки (рум. Costache Conachi; 1777, Цыгенешть, Галац, Западная Молдавия — 1849, Яссы) — румынский поэт. Внёс большой вклад в развитие румынской литературы.

## Биография
Представитель богатого боярского рода из Молдавии. Фанариот. Учился у французского эмигранта. Изучал инженерное дело, классические языки, греческий, турецкий и французский языки. Выходец из богатой семьи, Коначи имел доступ к богатству зарубежной культуры и произведениям великих авторов, что послужило фундаментом знаний для создания его стихов.
Занимал руководящие должности в Молдове. Был логофетом, главой господарской канцелярии и хранителем государственной печати.
Занимался просвещением румын, автор проекта по реформированию образования в Молдове по принципу «образование должно иметь нравственную цель». Он принимал участие в разработке мероприятий, по объединению Валахии и Молдавии.
Рассматривается специалистами как первый румынский поэт своего времени. Предтеча эротизма в румынской поэзии.
Его дочерью была Екатерина Кокута Конаки, революционерка, известная своей активной деятельностью по объединению Валахии и Молдавии.

## Избранные произведения
- Amoriul din prieteşug
- Ce este nurul
- Cu prietena-mpreună
- De-ai privi marea vr’odată
- Dorul
- Jaloba mea
- Mă sfârșesc, amar mă doare
- Nume
- Omule, slabă fiinţă…
- Răspunsul unei scrisori
- Săracelor tinerețe
- Scrisoare către Zulnia
- Visul amoriului
- Ziori de ziuă se revarsă